# (200159) 1998 XY11
(200159) 1998 XY11 es un asteroide perteneciente al cinturón de asteroides, descubierto el 14 de diciembre de 1998 por el equipo del Lincoln Near-Earth Asteroid Research desde el Laboratorio Lincoln, Socorro, Nuevo México.

## Designación y nombre
Designado provisionalmente como 1998 XY11.

## Características orbitales
1998 XY11 está situado a una distancia media del Sol de 2,275 ua, pudiendo alejarse hasta 2,877 ua y acercarse hasta 1,673 ua. Su excentricidad es 0,264 y la inclinación orbital 22,78 grados. Emplea 1253,62 días en completar una órbita alrededor del Sol.

## Características físicas
La magnitud absoluta de 1998 XY11 es 16.